# Justyna Glusman
Justyna Glusman z domu Andrzejewicz (ur. 19 września 1974 w Warszawie) – polska ekonomistka i badaczka specjalizująca się w zagadnieniach polityki regionalnej, samorządowej, szczególnie w kontekście unijnym; działaczka społeczna i aktywistka miejska; wiceburmistrzyni Ochoty (od 2024).

## Życiorys
Absolwentka stosunków międzynarodowych w Szkole Głównej Handlowej (magister, 1998) oraz London School of Economics (Master of Science, 1999), gdzie w 2009 obroniła doktorat na temat akcesji Polski do Unii Europejskiej.
Początkowo zawodowo związana m.in. z Urzędem Komitetu Integracji Europejskiej oraz przez kilka lat z sektorem bankowym. W latach 2012–2014 pracowała jako koordynatorka w ramach Programu Eksperckiego Prezydenta RP „Laboratorium Idei”. Następnie do 2015 była doradcą w Związku Miast Polskich. Współpracowniczka Forum Od-Nowa oraz członkini rady ekspertów ośrodka myśli i dialogu THINKTANK. Felietonistka, której teksty związane z miastem (np. edukacja, zieleń czy transport) publikowane były w „Gazecie Wyborczej”. Obecnie wykładowczyni SGH.
W 2008 związała się ze Stowarzyszeniem „Ochocianie”, z ramienia którego kierowała pracami komisji dialogu społecznego ds. środowiska przyrodniczego przy Biurze Ochrony Środowiska w Warszawie.
W wyborach samorządowych w 2018 jako kandydatka na prezydenta Warszawy z ramienia koalicji Miasto Jest Nasze – Ruchy Miejskie dla Warszawy zdobyła 20.643 głosy (2,32%), zajmując piąte miejsce. 23 listopada 2018 prezydent Rafał Trzaskowski powołał ją na stanowisko dyrektorki koordynatorki ds. zrównoważonego rozwoju i zieleni w Urzędzie m.st. Warszawy. W listopadzie 2021 odwołana ze stanowiska. W czerwcu 2024 została wiceburmistrzynią Ochoty.
Wraz z pochodzącym z Argentyny mężem wychowuje trzy córki.

## Publikacje
- 2017 – Raport o sektorze rządowym „Administracja 3.0” (J. Glusman, R. Antczak et al.), Forum Od-nowa, Warszawa[18]
- 2017 – City debugged. How to reform the Polish cities, so they thrive socially and facilitate sustainable growth?, Springer, Cham[19]
- 2016 – Tunel drogowy dla ulicy Wawelskiej w Warszawie, Magazyn Autostrady[20]
- 2015 – Transparentność i media lokalne, Małopolska Szkoła Administracji Publicznej, Kraków[21]
- 2014 – Jaki przemysł w Europie?, Rzeczpospolita[22]
- 2013 – Raport Samorząd 3.0 (praca zbiorowa), Forum Od-nowa, Warszawa[23]
- 2013 – Polska polityka regionalna po przystąpieniu do Unii Europejskiej, KPRP, Warszawa[24]
- 2010 – The Impact of Policy Implementation in Poland: Centralisation, Decentralisation and Recentralisation[25]
- 2005 – When is EU conditionality towards the candidate countries most effective? w Strategy of Polish Membership in the European Union, UKIE, Warszawa